# No Ordinary Family
No Ordinary Family är en amerikansk TV-serie från 2010 som handlar om en familj som får superkrafter efter en flygkrasch.

## Rollista
- Michael Chiklis som Jim Powell – tecknare hos polisen som blir superstark, nästan osårbar och som kan hoppa över höga byggnader .[3]
- Julie Benz som Stephanie Powell (född Crane) – forskare som arbetar på Global Tech som blir supersnabb,[3] har snabb metabolism och kan snabbt hela sig.[4]
- Kay Panabaker som Daphne Powell – Jim och Stephanies dotter, som får telepatiskt förmåga. Hon kan även se en persons minnen genom att röra vid dem.
- Jimmy Bennett som Jim Junior "JJ" Powell – Jim och Stephanies son som blir superintelligent och får förmågan att snabbt kunna tillgodogöra sig stora mängder information, men minns det bara i sex timmar. Han kan även lära sig ett tala ett språk flytande på några minuter.
- Autumn Reeser som Katie Andrews[3] – Stephanies assistent på Global Tech som känner till familjens superkrafter. - Joshua / Will blir Katies pojkvän, han har även superkrafter fastän de inte varar länge.
- Romany Malco som George St. Cloud[3] – åklagarassistent och vän till Jim. Han känner också till superkrafterna.
- Stephen Collins som Dr. Dayton King – Stephanies chef på Global Tech.